# Chi Ceti
Chi Ceti (χ Cet / χ Ceti) è una stella bianco-gialla di magnitudine 4,66 situata nella costellazione della Balena. Dista 76 anni luce dal sistema solare.

## Osservazione
Si tratta di una stella situata nell'emisfero celeste australe, ma molto in prossimità dell'equatore celeste; ciò comporta che possa essere osservata da tutte le regioni abitate della Terra senza alcuna difficoltà e che sia invisibile soltanto molto oltre il circolo polare artico. Nell'emisfero sud invece appare circumpolare solo nelle aree più interne del continente antartico. La sua magnitudine pari a 4,7 fa sì che possa essere scorta solo con un cielo sufficientemente libero dagli effetti dell'inquinamento luminoso.
Il periodo migliore per la sua osservazione nel cielo serale ricade nei mesi compresi fra settembre e febbraio; da entrambi gli emisferi il periodo di visibilità rimane indicativamente lo stesso, grazie alla posizione della stella non lontana dall'equatore celeste.

## Caratteristiche fisiche
La stella principale è una stella bianco-gialla di classe F, con raggio ed una massa circa 1,5 volte quelli del Sole. Possiede una magnitudine assoluta di 2,78 e la sua velocità radiale positiva indica che la stella si sta allontanando dal sistema solare. Nonostante la sua classificazione venga riportata come F III, le sue caratteristiche (massa e raggio) sembrano simili a quelle di una nana, con una vita che a circa 3/4 della sequenza principale, prevista, per una stella di tale massa, di 2,8 miliardi di anni.

## Sistema stellare
Chi Ceti è un sistema stellare formato da due componenti. La componente principale A è una stella di magnitudine 4,68. La componente B è una nana gialla di magnitudine 6,8, separata da 183,8 secondi d'arco da A e con angolo di posizione di 250 gradi. Essendo il moto proprio simile nonostante la grande separazione le due stelle sembrano legate fisicamente, separate da circa 4500 U.A. dalla componente principale, con le componenti che ruotano attorno al comune centro di massa in circa 200.000 anni.
Dalla componente principale, la secondaria apparirebbe 20 volte più luminosa che Venere visto dalla Terra, mentre al contrario, dalla stella di tipo solare la principale sarebbe 7 volte più luminosa che la stessa componente B.
Rimane tuttavia una piccola incertezza sul calcolo delle distanze, e rimane una piccola possibilità che le due stelle non siano in realtà legate fisicamente tra loro.

## Chi Ceti nella finzione
- Nell'Universo di Halo attorno a questa stella ruota un pianeta:"Chi Ceti IV", dove gli Spartan saranno potenziati con la nuova corazza MJOLNIR Mark IV.